# Campeonato Curdistanês de Futebol de 2023-24
A Kurdistan Premier League 2023-24 ou Excellence Division foi a 18ª edição oficial da principal divisão do Campeonato Curdistanês de Futebol. Foi organizada pela Associação de Futebol do Curdistão Iraquiano.
O campeonato iniciou-se em novembro de 2023, com a participação de 16 times curdos, dos quais 4 participam também da Premier League Iraquiana. Diversos jogadores brasileiros estavam no elenco das equipes.

## Sistema de Disputa
Todos os times jogam entre si, em turno e returno, pelo sistema de pontos corridos. Ao final das 31 rodadas, a equipe que somar mais pontos terá sido a campeã. As duas piores equipes em pontos serão rebaixadas para a Divisão 1, que é o segundo nível do campeonato curdistanês.

### Clubes participantes
Participaram desta edição os 14 clubes melhores colocados da temporada anterior mais os 2 times promovidos da Divisão 1. A tradicional equipe do Erbil Sports Club voltou ao torneio, após o rebaixamento na temporada 2021-22.
| Clube                     | Cidade       | Província  | Melhor resultado                     |
| ------------------------- | ------------ | ---------- | ------------------------------------ |
| Ararat Sport Club         | Erbil        | Erbil      | Vice-campeão (2022-23)               |
| Akre Sport Club           | Akre         | Dohuk      | sem informação                       |
| Brayati Sport Club        | Erbil        | Erbil      | Campeão (2020-21)                    |
| Erbil Sports Club (P)     | Erbil        | Erbil      | Campeão (2009-10, 2011-12, 2015-16)  |
| Chwarqurna Sports Club    | Chwarqurna   | Suleimânia | 7º colocado (2022-23)                |
| Darbandikhan Sports Club  | Darbandikhan | Suleimânia | 7º colocado (2021-22)                |
| Dohuk Sports Club         | Dohuk        | Dohuk      | Campeão (2006-07, 2007-08 e 2008-09) |
| Handren Sport Club        | Erbil        | Erbil      | Campeão (2010-11)                    |
| Hawler Peshmarga Club (C) | Erbil        | Erbil      | Campeão (2016-17, 2022-23)           |
| Ranya Sports Club (P)     | Ranya        | Suleimânia | sem informação                       |
| Said Sadiq Football Club  | Said Sadiq   | Suleimânia | 3º colocado (2021-22)                |
| Shaqlawa Sports Club      | Shaqlawa     | Erbil      | 4º colocado (2022-23)                |
| Sherwana Football Club    | Suleimânia   | Suleimânia | Vice-campeão (2020-21)               |
| Sirwani Nwe Sports Club   | Suleimânia   | Suleimânia | Campeão (2021-22)                    |
| Soran Sport Club          | Soran        | Erbil      | 5º colocado (2022-23)                |
| Zakho Sport Club          | Zakho        | Dohuk      | 6º colocado (2020-21)                |

## Classificação Final
| #  | Equipa           | J  | V  | E  | D  | GP | GC | SG  | Pts | Classificação                        |
| -- | ---------------- | -- | -- | -- | -- | -- | -- | --- | --- | ------------------------------------ |
| 1  | Akre SC (C)      | 30 | 13 | 11 | 6  | 32 | 24 | +8  | 50  | Campeão                              |
| 2  | Hawler Peshmarga | 30 | 13 | 10 | 7  | 46 | 32 | +14 | 49  | Salvos                               |
| 3  | Sherwana FC      | 30 | 12 | 12 | 6  | 37 | 23 | +14 | 48  | Salvos                               |
| 4  | Ranya SC         | 30 | 11 | 8  | 11 | 27 | 24 | +3  | 41  | Salvos                               |
| 5  | Sirwani Nwe      | 30 | 10 | 11 | 9  | 32 | 35 | −3  | 41  | Salvos                               |
| 6  | Zakho SC         | 29 | 8  | 15 | 6  | 22 | 21 | +1  | 39  | Salvos                               |
| 7  | Said Sadiq       | 30 | 10 | 9  | 11 | 43 | 33 | +10 | 39  | Salvos                               |
| 8  | Chwarqurna SC    | 30 | 7  | 17 | 6  | 29 | 33 | −4  | 38  | Salvos                               |
| 9  | Darbandikhan SC  | 29 | 8  | 13 | 8  | 27 | 25 | +2  | 37  | Salvos                               |
| 10 | Erbil SC         | 30 | 10 | 7  | 13 | 32 | 34 | −2  | 37  | Salvos                               |
| 11 | Handren SC       | 30 | 8  | 13 | 9  | 24 | 26 | −2  | 37  | Salvos                               |
| 12 | Brayati SC       | 30 | 9  | 9  | 12 | 27 | 32 | −5  | 36  | Salvos                               |
| 13 | Ararat SC        | 30 | 8  | 12 | 10 | 32 | 38 | −6  | 36  | Salvos                               |
| 14 | Shaqlawa SC      | 30 | 8  | 12 | 10 | 27 | 35 | −8  | 36  | Salvos                               |
| 15 | Dohuk SC (R)     | 30 | 9  | 9  | 12 | 29 | 40 | −11 | 36  | Rebaixados para Divisão 1 de 2024-25 |
| 16 | Soran SC (R)     | 30 | 8  | 6  | 16 | 37 | 48 | −11 | 30  | Rebaixados para Divisão 1 de 2024-25 |

Última atualização em 15 de abril de 2024
Fonte: [carece de fontes?]
Regras para classificação: 1º pontos; 2º saldo de gols; 3º gols pró.
(C) = Campeão; (R) = Rebaixado; (P) = Promovido; (O) = Vencedor do play-off; (A) = Classificado para a próxima fase. 
Somente aplicável se a temporada não tiver terminado: 
(Q) = Classificado para a fase do torneio indicada; (TQ) = Classificado para o torneio, mas não para a fase indicada; (DQ) = Desclassificado do torneio.

## Premiações
| Campeonato Curdistanês de Futebol de 2023-24 |
| -------------------------------------------- |
| Akre Sports Club Campeão (1º título)         |

### Segunda Divisão
Pishasazy SC (campeão) e Rzgari SC (vice) classificaram-se para a Premier League de 2024-25.

## Ligações Externas
- Kurdistan FA - Página oficial no Facebook (em curdo)